# Апартхејд
Апартхејд (афр. apartheid; „одвојеност“, „раздвајање“, „одвојени развој“) је био социјални систем, који је спроводила владајућа бела мањина у Јужноафричкој Републици у 20. веку. Овај систем расне сегрегације је након победе бурске Националистичке странке на изборима 1948. године уведен као службена политика Јужноафричке Републике. Њиме је становништво Јужне Африке подељено на белце, црнце, Индијце и „обојене”, с тиме да су једино белци имали пуна политичка права. Отприлике четири петине националног дохотка Јужноафричке Републике је у било у рукама једне петине белаца. Према статистичким подацима — сваки обојени становник ове републике просечно је хапшен и саслушаван једном годишње, сваки без права гласа, неписмен сваки други, сваки пети без запослења, сваки други црни дечак је умирао пре своје десете године. Апартхејд, створен под снажним утицајем расизма и протестантског фундаментализма, с временом је изазивао све жешћи отпор већинског црначког становништва, а на ЈАР навукао антипатије целе међународне јавности. Под спољњим и унутрашњим притисцима, апартхејд се почео поступно укидати 1980-их, да би у потпуности био укинут након 1994. године доласком Нелсона Манделе на власт. Године 1993 де Клерк и Мандела су заједно награђени Нобеловом наградом за мир „за њихов рад на мирном окончању апартхејдног режима, и за постављање фондација за нову демократску Јужну Африку”.
Уопштено говорећи, апартхејд се делио на „ситни апартхејд”, који је подразумевао сегрегацију јавних објеката и друштвених догађаја, и „гранд апартхеид”, који је диктирао могућности настањивања и запошљавања по расама. Пре 1940-их, неки аспекти апартхејда су се већ појавили у виду владавине мањине белих Јужно Африканаца и присилног друштвеног раздвајања црних Јужних Африканаца од других раса, што је касније проширено доношењем закона и расподелом земљишта.
Кодификовани систем расне стратификације почео је да се формира у Јужној Африци под Холандском царством крајем осамнаестог века, иако је неформална сегрегација била присутна много раније због друштвених расцепа између холандских колониста и креолизоване, етнички различите популације робова. Са брзим растом и индустријализацијом колонија Рта добре наде у деветнаестом веку, расна политика и закони су постали све крући. Кејпско законодавство које је специфично дискриминисало против црних Африканаца почело је да се појављује непосредно пре 1900. године. Политике Бурских република су биле исто тако расно ексклузивне; на пример, Трансвалска конституција је дозвољавала само белцима партиципацију у цркви и држави.
Први апартхејдски закон је био Закон о забрани мешовитих бракова, 1949, коме је убрзо следио Закон о неморалу из 1950, које је учинио нелегалним за већину јужноафричких грађана да ступа у брак или у сексуалне односе преко расних линија. Закон о регистрацији становништва, 1950 је класификовао све Јужно Африканце у једну од четири групе на бази изгледа, познатог порекла, социоекономског статус и културног животног стила: „црне”, „беле”, „обојене” и „Индијце”, најмање две од којих су имале неколико поткласификација. Места боравка су била одређена расном класификацијом. Од 1960. до 1983, 3,5 милиона Јужно Африканаца који нису бели су били уклоњени из њихових домова и присиљени у одвојене квартове, у једном од највећих масовних присилних пресељавања у савременој историји. Већина ових циљаних уклањања имала су за циљ да ограничи црно становништво на десет одређених „племенских домовина”, познатих и као „бантустани”, од којих су четири постала номинално независне државе. Влада је саопштила да ће пресељена лица изгубити своје држављанство у Јужној Африци, пошто су она била апсорбована у бантустане.
Апартхејд је побудио знатну међународну и домаћу опозицију, што је резултирало у неким од најутицајнијих светских друштвених покрета 20. века. Он је био мета честих осуда у Уједињеним нацијама и довео је до обимног ембарга на оружје и економских санкција против Јужне Африке. Током 1970-их и 1980-их, унутрашњи отпор апартхеиду је постајао све милитантнији, што је подстакло бруталне репресије администрације Националне странке и дуготрајно секташко насиље које је оставило хиљаде мртвих или у притвору. Неке реформе система апартхејда су предузете, укључујући дозвољавање приступа индијским и обојеним политичким представницима у парламен, али ове мере нису успеле да умире најактивније групе.
Између 1987. и 1993. Национална партија је ушла у билатералне преговоре са Афричким националним конгресом, водећим антиапартхејдним политичким покретом, с циљем окончања сегрегације и увођења владавине већине. Године 1990, проминентни АНК лидери као што је Нелсон Мандела су пуштени из притвора. Законодавство о апартхејдима је укинуто средином 1991, у очекивању вишестраних избора заказаних за април 1994.

## Етимологија
Апартхеид је африканска реч са значењем „одвојеност”, или „стање одвојености”. Њена прва записана употреба је из 1929.
Реч апартхеид се данас често користи за опис ситуација у којима припадници различитих етничких или верских група заједно живе на истом подручју настојећи да не дођу једни с другима у било какав контакт осим оног службеног.

## Корени апартхејда
Године 1652, на Рт добре наде искрцао се Холанђанин Јан ван Рибек с налогом да организује узгој свежег поврћа и производњу меса за холандске посаде које су путовале на исток или се враћале са истока. Досељеници су били малобројни и опслуживали су Холандску источноиндијску компанију. Готово су гладовали, а желећи да им помогне, компанија је 1657. одлучила да се досељеници више баве пољопривредом. Девет службеника постали су велепоседници („слободни грађани”), а сваки је добио 13 јутара земље и био потпуно ослобођен пореза под условом да најмање 20 година производи храну. Експеримент је опет готово пропао, али су се нови пољопривредници успели да повећају производњу довођењем домородачких радника који су радили готово ни за шта. Ускоро су затечене Којсанце претворили у робове, што је био зачетак апартхејда који ће потрајати све до 1994. године. Вилем тен Рајн овако је 1686. године писао о домороцима у подручју Рта добре наде: „Њихово урођено варварство и лењост, те посвемашња неупућеност у било какве врлине, чине их подложнима свим могућим порочним задовољствима. Ти су простаци непоуздани и подмукли, живе у безверици и срамно се препуштају својој пожуди, лажови су и варалице”. Јоханес де Гревенброек записао је 1695. године: „Од нас су се научили богохуљењу, кривоклетству, неслози, свадљивости, пијанчењу, превари, разбојништву, крађи, незахвалности и необузданој жељи за туђим, неделима која нису пре познавали, а од осталих злодела најгоре врсте злосретној похлепи за златом”. Ливингстон пише o унутрашњости јужне Африке 1840-их: „Лично сам видео како Бури улазе у село и према своме обичају захтевају да им двадесетак или тридесетак жена оплеви вртове; видио сам како те жене одлазе на неплаћено тлачење носећи храну на глави, децу на леђима, а алат на рамену. Бури се нису нимало трудили прикрити то подло искориштавање неплаћених радника. Управо обрнуто, сваки од њих, од њихових вођа господина Потгејтера и господина Герта Кригера наниже, хвалио је своју властиту човечност и правичност у стварању таквог праведног прописа. Захтевамо да ти људи раде за нас, а заузврат им допуштамо да живе у нашој земљи”. Бури су створили властиту пољопривреду чија је подлога било необично схватање да је све Африканце, библијске „Хамове синове”, Бог одредио да раде као њихови робови.
Законом о уједињењу 1910. спојене су четири јужноафричке колоније (Рт Добре Наде, Натал, Слободна Држава Орање и Трансвал), а три године касније у том је британском доминиону донесен закон којим се Африканцима ускраћује право на посед и насељавање на 88% земље. Најбоље и најплодније земљиште обично би у свим колонијама било предвиђено за насељавање Европљана и црнци су истерани у најнегостољубивије крајеве.

## Историја апартхејда
Године 1949, донесен је закон који је забрањивао мешовите бракове. Године 1950, уведен је закон по којем је бела особа кривично одговарала уколико би имала сексуалне односе са другом расом.
Увођење политике апартхејд је омогућено помоћу Закона о Попису Становништва из 1950. године. Апартхејд је наметао класификацију свог становништва на „беле“, „црне“ и „шарене“. У критеријуме класификације су између осталог улазили: порекло, изглед и обичаји. Касније је додата и четврта категорија „азијата“, који су пре тога били убрајани у „шарене“.
Систем апартхејда је ојачан серијом закона из педесетих година 20. века. Закони о Земљи из 1954. и 1955. године су небелцима забранили приступ у одређене зоне. Ти закони су још више ограничили права црних Африканаца на поседовање земљишта, проширујући контролу беле мањине над скоро 80% терена Јужне Африке. Једино су белци имали право гласа на изборима (после је она проширена и на шарене). Одређени региони - бантустани су одвојени само за црнце — Транскеи, Ћискеј, Бофутацвана, Венда и Квазулу. Често је у случају демонстрација црнаца увођено ванредно стање и на демонстранте слата војска.
У време политике апартхејда стварана су подручја која нису била доступна црнцима, већ само белцима, те су одвојени делови аутобуса, паркова, чак и посебне клупе за белце и „обојене”. Бантустани су биле територије додељене црначком домородачком становништву од стране белих властодржаца за време апартхејда по некадашњој Јужноафричкој Унији и Намибији.
Раних 1950-их сваке године би било затворено барем 250.000 људи. Најчешће су затварани они који су се огрешили о забрану кретања. У подручју Вирватерсранда збило се 1945. године 186 убистава, 1948. 231, а 1951. 472. Одговарајући подаци за тешку телесну озледу износе 2.475, 3.381 и 4.776; за тешке злочине 69.036, 89.130 и чак 158.513. Из скупштинскога извештаја расистичке владе из 1953. произлази да су у 1952. белци добили 760 удараца бичем, док их је годину раније подељено 366. Индијци су добили укупно 206 удараца према пређашњих 194, а домороци и мјешанци запањујућих 49.111, према 27.622. Тих година забрањени су и мешовити бракови, којих је пре забране ионако било тек 75. Око 4.000 домородаца у покрајини Кејпе, који су имали право гласа, бирало је три представника у скупштини и четири у сенату, али су и ти представници били белци. Само седам од 209 скупштинских заступника представљало је црначку већину. Како би дошао у град, домородац је морао од белог послодавца да добије пропусницу за допуштење боравка, другу за допуштење становања, трећа је била послодавчева потврда, а четврта пропусница за допуштење кретања ноћу. Године 1953. било је 986.593 затворених због непоштивања закона о пропусницама, а 861.269 је било осуђено. Резервати намењени искључиво домороцима обухватали су 9,6% површине државе, а белачкој мањини припадало је 90,4% земље.
Расистичка влада у Преторији је 1973. држала око 4.000 јужноафричких војника, а годину касније вјероватно пуно више како би осигурала надзор 250.000 родезијских бијелаца над бесправним далеко бројнијим црнцима. Јужноафрички апартхејдски режим помажући превласт бијелаца послао је око 2.000 војника у Мозамбик, бар 4.000 у Родезију и вероватно двоструко толико у северну Намибију. План режима да овлада целом подсахарском Африком и спречи распад колонијалног и расистичког устроја није успео пошто су се 1974. Португалци повукли и признали пуну неовисност Мозамбику, а реакција Преторије значила би отворену агресију.